# Ante Jazić
Ante Jazić (Bedford, Nova Scotia, 26. veljače 1976.) je kanadski umirovljeni nogometaš hrvatskih korijena.

## Karijera

### Klupska karijera
Jazić je najprije počeo igrati u omladinskim pogonima klubova Scotia Soccer Club i Dalhousie Tigers dok je profesionalnu karijeru započeo u Hrvatskoj gdje je 1997. potpisao za Hrvatski dragovoljac. Nakon dvije sezone u Hrvatskom dragovoljcu, Jazić prelazi u splitski Hajduk gdje je igrao godinu dana.
2000. godine Jazić je transferiran u bečki Rapid za koji je nastupao četiri sezone dok je sezonu 2004./05. proveo igrajući za Kuban Krasnodar. Nakon što je Kuban 2005. ispao iz ruske Premijer lige, Jazić napušta klub te 27. lipnja 2006. potpisuje za LA Galaxy.
Nakon dvije godine u Galaxyju, Ante Jazić je 15. siječnja 2009. tradean u Chivas u sklopu MLS SuperDrafta. Jazić je kasnije, 2. prosinca 2011. produljio ugovor s Chivasom.

### Reprezentativna karijera
Ante Jazić je za Kanadu debitirao u svibnju 1998. u prijateljskoj utakmici protiv Makedonije te je s reprezentacijom igrao devet kvalifikacijskih utakmica za Svjetsko nogometno prvenstvo. Također, Jazić je bio član kanadske reprezentacije koja je 2007. nastupila na CONCACAF Zlatnom kupu.

#### Pogoci za reprezentaciju
| #  | Datum           | Mjesto                | Protivnik | Pogodak | Rezultat | Natjecanje            |
| -- | --------------- | --------------------- | --------- | ------- | -------- | --------------------- |
| 1. | 4. lipnja 2008. | Sunrise, Florida, SAD | Panama    | 2 – 2   | 2 – 2    | Prijateljska utakmica |

## Vanjske poveznice
- Profil igrača na web stranicama MLS-a
- Statistika igrača na Soccerbase.com  Arhivirana inačica izvorne stranice od 16. listopada 2008. (Wayback Machine)
- Canada Soccer.com  Arhivirana inačica izvorne stranice od 5. lipnja 2011. (Wayback Machine)
- Transfermarkt.co.uk